# Taft, Wisconsin
Taft là một thị trấn thuộc quận Taylor, tiểu bang Wisconsin, Hoa Kỳ. Năm 2010, dân số của thị trấn này là 420 người.